# برنامج تطوير الصناعة الوطنية والخدمات اللوجستية
برنامج تطوير الصناعة الوطنية والخدمات اللوجستية هو أحد برامج رؤية السعودية 2030، أطلقه ولي العهد الأمير محمد بن سلمان في 28 يناير 2019، ويهدف لتحويل المملكة إلى منصة صناعية ولوجستية عالمية لربط قارات آسيا وأوروبا وأفريقيا، من خلال التركيز على أربعة قطاعات حيوية هي: الصناعة، والتعدين، والطاقة، والخدمات اللوجستية، وذلك عبر نحو 330 مبادرة.

## الأهداف
- تطوير الصناعات المرتبطة بالنفط والغاز.
- زيادة مساهمة مصادر الطاقة المتجددة في مزيج الطاقة.
- رفع تنافسية قطاع الطاقة.
- تعظيم القيمة المتحققة من قطاع التعدين والاستفادة منها.
- توطين الصناعات الواعدة.
- توطين الصناعة العسكرية.
- رفع نسبة المحتوى المحلي في القطاعات غير النفطية.
- تحسين أداء المراكز اللوجستية.
- تحسين الربط المحلي والإقليمي والدولي لشبكات التجارة والنقل.

إضافة إلى 26 هدفا غير مباشر يتم تحقيقها بالشراكة مع البرامج الأخرى.

## غرف الصفقات
هي غرف يتم من خلالها طرح مشاريع البرنامج، وعددها 20 غرفة، ويطمح البرنامج لاستقطاب 1.6 تريليون ريال من الاستثمارات.

## الخدمات اللوجستية
هناك نحو 60 مبادرة في نطاق الخدمات اللوجستية يستهدفها البرنامج باستثمارات تبلغ نحو 35 مليار ريال، ومن ضمن ما تشمله خطة البرنامج بناء خمسة مطارات جديدة والوصول إلى 9200 كلم من الخطوط الحديدية في عام 2030.

## اتفاقيات «مدن»
هي 4 اتفاقيات تعاون إستراتيجية، لتمكين الصناعة في المملكة، قام بتوقعيها مدير عام الهيئة السعودية للمدن الصناعية ومناطقة التقنية «مدن» المهندس خالد السالم، وبحضور الأمير محمد بن سلمان آل سعود.
- تعاون بين الشركة السعودية للكهرباء ومدن، وذلك رغبة في زيادة توفير خدمات الكهرباء في المدن الصناعية وتعزيز الشراكة القديمة بين الطرفين.
- تعاون بين بنك التنمية الاجتماعية ومدن، ينص على تقديم البنك خدمات مالية، بهدف دعم المنشآت الصغيرة وزيادة التنمية في المدن الصناعية.
- تعاون بين مدينة الملك عبدالعزيز للعلوم والتقنية وصندوق التنمية الصناعية السعودية ومدن، لتحقيق الثورة الصناعية بتجهيز 100 مصنع ضمن معايير محددة لبرنامج تطوير الصناعة الوطنية ودعمه من الصندوق.
- تعاون بين شركة إلكتريك ومدن، لعمل دراسة وخطط تفصيلية لمباشرة وتهيئة كل مصنع.[8][9]

## أعضاء لجنة البرنامج[10]
| الإسم                              | المنصب             |
| ---------------------------------- | ------------------ |
| الأستاذ/ بندر بن إبراهيم الخريف    | رئيس لجنة البرنامج |
| المهندس/ عبدالله بن عامر السواحه   | عضو                |
| المهندس/ صالح بن ناصر الجاسر       | عضو                |
| الأستاذ/ فيصل بن فاضل الإبراهيم    | عضو                |
| المهندس/ أسامة بن عبدالعزيز الزامل | عضو                |
| المهندس / أحمد بن موسى الزهراني    | عضو                |
| الأستاذ / ناصر بن دمشق المهاشير    | عضو                |